# Haus Flandern

Wappen der Grafen von Flandern

Das Haus Flandern, auch Balduine (lat. Balduini) genannt, regierte die Grafschaft Flandern von 863 bis 1119 und von 1191 bis zu seinem Erlöschen 1280. Ferner regierte es  die Grafschaft Hennegau ab 1051 bis 1280 und die Grafschaft Namur von 1188 bis 1212. Es stellte von 1204 bis 1216 zwei Kaiser von Konstantinopel.

## Geschichte

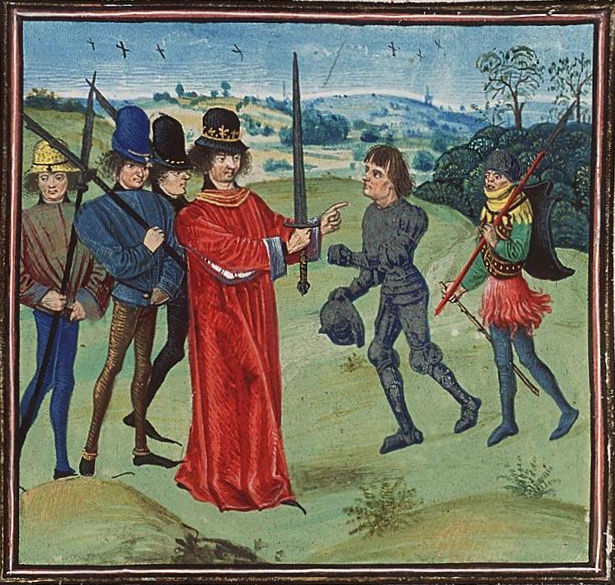
König Karl der Kahle belehnt um 863 seinen Schwiegersohn Balduin I. Eisenarm mit der Grafschaft Flandern. Darstellung aus dem 15. Jahrhundert.

Das Haus Flandern war eines der ersten Geschlechter des fränkischen Adels, das sich langfristig auf einem vererbbaren Territorium festsetzten konnte. Das Haus wurde durch Balduin I., genannt Eisenarm, begründet, der mit Judith, einer Tochter des westfränkischen Königs und römischen Kaisers Karl des Kahlen aus dem Haus der Karolinger vermählt war. Von 1051 an herrschte das Haus Flandern auch über die Grafschaft Hennegau, beginnend mit Balduin I. von Hennegau. Kurzzeitig besaß das Haus auch die Grafschaft Namur (1188–1212).
Die Herrschaft des Hauses Flandern über Flandern endete zunächst im Jahre 1119 mit dem Tod von Balduin VII., doch 1191 erlangte es die Grafschaft wieder mit Balduin VIII. von Flandern (Balduin V. von Hennegau).
Die Familie erreichte einen weiteren Zenit mit dem Vierten Kreuzzug, als sie von 1204 bis 1216 (Ehemann und Söhne der Schwester der beiden Kaiser eingerechnet sogar bis 1261) die Lateinischen Kaiser von Konstantinopel stellte.
Das Haus Flandern erlosch 1280 mit dem Tod von Margarete II.

## Stammliste

### Balduin I. bis Balduin V.

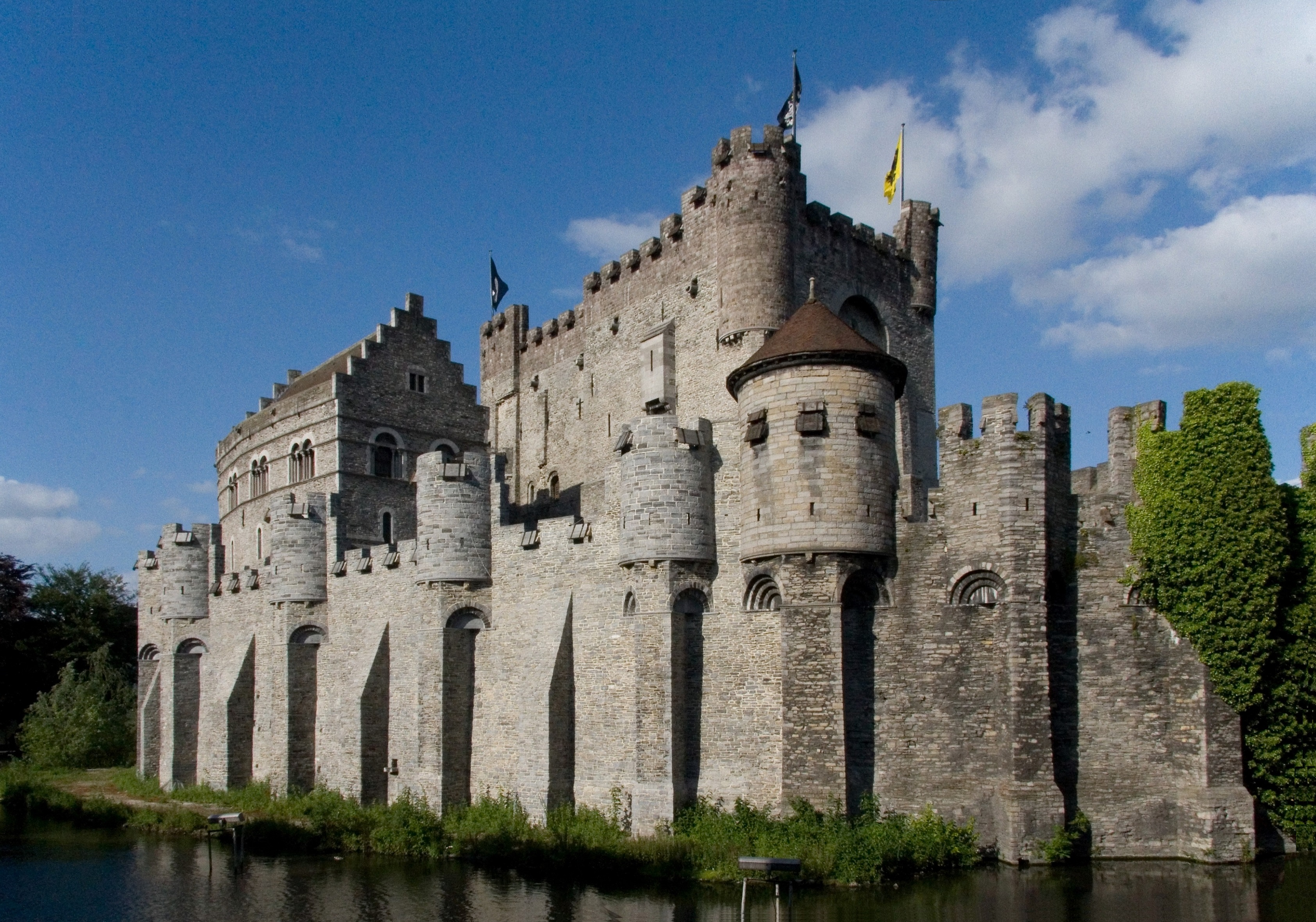
Burg Gravensteen in Gent, Hauptresidenz der Grafschaft Flandern

1. Balduin I., † 879, Graf von Flandern; ⚭ 862 Judith, † nach 870, Tochter von Kaiser Karl dem Kahlen (Karolinger), Witwe von Æthelwulf, König von Wessex, † 858, und Æthelbald, König von Wessex, † 860
  1. Balduin II. der Kahle, * 863/65, † 918 wohl am 10. September; 879 Graf von Flandern; ⚭ 884 Aelftrud von Wessex, † 7. Juni 929, Tochter von König Alfred dem Großen (Haus Wessex)
    1. Arnulf I. der Große, * 885/890, † 27. März 964, Graf von Flandern 918; ⚭ I NN; ⚭ II 934 Adele von Vermandois, * 910/915, † 960, Tochter von Graf Heribert II. (Karolinger)
      1. Hildegard, * wohl 934; † 10. April 990; ⚭ um 940/945 Dietrich II. Graf von Westfriesland; † 6. Mai 988 (Gerulfinger)
      2. Luitgard, * 935; † 962 vor dem 18. Oktober; ⚭ um 950 Wichmann Graf von Hamaland; † nach 14. Dezember 973
      3. Ekbert; † vor 10. Juli 953
      4. Balduin III., * wohl 940; † 1. Januar 962, 958 Mitgraf von Flandern; ⚭ 961 Mathilde von Sachsen, † 25. Mai 1008, Tochter des Herzogs Hermann Billung (Billunger), die in zweiter Ehe um 963 Gottfried den Gefangenen Grafen von Verdun; † nach 995, heiratete (Wigeriche)
        1. Arnulf II., * 961/962, † 30. März 987, Graf von Flandern 964, begraben in Gent; ⚭ um 968 Rozala-Susanna von Italien, * 950/60, † 7. Februar oder 13. Dezember 1003, Tochter von Berengar II., König von Italien (Haus Burgund-Ivrea), sie heiratete in zweiter Ehe 988 Robert II., König von Frankreich (Kapetinger)
          1. Mathilde, † vor 995
          2. Balduin IV. Pulchrae Barbae, * wohl 980; † 30. Mai 1035, Graf von Flandern 987; ⚭ I um 1012, Otgiva von Luxemburg, † 21. Februar 1030, Tochter von Graf Friedrich (Wigeriche); ⚭ II NN (Eleonore) von Normandie, Tochter von Richard II., Herzog der Normandie (Rolloniden), und Judith von Bretagne
            1. (I) Balduin V. Insulanus, * wohl 1013, † 1. September 1067 in Lille, 1035 Graf von Flandern, 1060–1067 Regent von Frankreich, begraben in Lille; ⚭ 1028 Adela von Frankreich, † 8. Januar 1079 im Kloster Messines, Gräfin von Contenance, Gründerin des Klosters Messines, dort auch bestattet, Tochter von König Robert II. (Kapetinger), Witwe von Herzog Richard III. von Normandie (Rolloniden) – Nachkommen siehe unten
            2. (II) (vermutlich[1]) Judith, * um 1030, † 5. März 1094; ⚭ I vor 1051 Toste Godwinsson, 1055 Earl of Northumbria, X 1066 (Godwins); ⚭ II um 1070 Welf I., 1070 Herzog von Bayern, † 1101 (Welfen)

      5. Elftrude, ⚭ Siegfried, 928 Herr von Guînes; † wohl 965 (Haus Guînes)

    2. Adalolf (Aethelwulf), 918 Graf von Boulogne und Thérouanne
      1. Sohn, † 962 vor September
      2. Arnulf II., † nach 31. Januar 972, Graf von Boulogne
      3. (unehelich) Balduin Baldzo, † 973, 964 Vormund von Graf Arnulf II. von Flandern

    3. Ealswid
    4. Ermentrud

  2. Rudolf, † 28. Juni 896, Graf im Vermandois
    1. Tochter; ⚭ Isaak, 916/40 Graf von Cambrai, † vor 30. April 948

### Balduin V. bis Balduin VII. und die Grafen von Hennegau
1. Balduin V. Insulanus, * wohl 1013, † 1. September 1067 in Lille, 1035 Graf von Flandern, 1060–1067 Regent von Frankreich, begraben in Lille; ⚭ 1028 Adela von Frankreich, † 8. Januar 1079 im Kloster Messines, Gräfin von Contenance, Gründerin des Klosters Messines, dort auch bestattet, Tochter von König Robert II. (Kapetinger), Witwe von Herzog Richard III. von Normandie (Rolloniden) – Vorfahren siehe oben
  1. Balduin VI. (I), * wohl 1030, † 17. Juli 1070, um 1055 Graf von Hennegau, 1045 Markgraf von Antwerpen, 1067 Graf von Flandern; ⚭ um 1055 Richilde, Erbin von Hennegau, † 15. März 1086, Witwe von Hermann von Bergen, Graf von Hennegau, heiratete in dritter Ehe 1070 Guillaume de Crépon, X 22. Februar 1071 in der Schlacht von Cassel
    1. Arnulf III., * wohl 1055, X 22. Februar 1071 in der Schlacht von Cassel, 1070 Graf von Flandern
    2. Balduin II., * wohl 1056, † auf dem Kreuzzug 1098 nach dem 8. Juni, 1071 Graf von Hennegau; ⚭ 1084 Ida von Löwen, 1107 bezeugt, Tochter von Graf Heinrich II.
      1. Ide, * wohl 1085, † nach 1101; ⚭ um 1100 Thomas de Coucy, Seigneur de Marle, † 1130/31 (Haus Boves)
      2. Balduin III., † 1120, 1098 Graf von Hennegau; ⚭ Jolante von Geldern, Tochter von Graf Gerhard I. Flaminius, heiratet in zweiter Ehe Geoffroy de Bouchain
        1. Balduin IV., * wohl 1110, † 6. Oktober oder 8. November 1171, 1120 Graf von Hennegau; ⚭ um 1130 Alice von Namur, † Ende Juli 1169, Tochter von Graf Gottfried – Nachkommen siehe unten
        2. Gerhard, † 1166; ⚭ Hedwig von Dale, Erbin von Dale, Tochter von Hermann II. Graf von Calvelage – Nachkommen: die Grafen von Dale, † nach 1331
        3. Gertrud; ⚭ vor 9. August 1138 Roger III. de Tosny, † 1162 (Haus Tosny)
        4. Richildis; ⚭ I Thierry d’Avesnes (Haus Avesnes); ⚭ II Everard II. Radulf Burggraf von Tournai, 1135/59 bezeugt

      3. Arnold (Arnulf); ⚭ Beatrix von Ath, Tochter von Walter und Ade de Roucy – Nachkommen: die Herren von Le Roeulx, † 1288
      4. Ludwig, 1096 bezeugt
      5. Heinrich, 1096 bezeugt,
      6. Simon, 1096 Kanoniker in Lüttich
      7. Wilhelm, † nach 1117
      8. Richilde, * wohl 1095, † nach 1118; ⚭ Amaury III. von Montfort, Graf von Évreux, † nach September 1136, geschieden 1118 (Haus Montfort-l’Amaury)
      9. Aelidis, 1132/53 bezeugt; ⚭ Nicolas II. de Rumigny, 1100/53 bezeugt

    3. Agnes, um 1171 bezeugt

  2. Mathilde, * wohl 1032, † 3. November 1083; ⚭ 1053 Wilhelm II. Herzog der Normandie, 1066 König von England, † 9. September 1087 (Rolloniden)
  3. Robert I. der Friese, * wohl 1035, † 13. Oktober 1093, 1062/71 Graf von Holland, 1071 Graf von Flandern; ⚭ 1063 Gertrud von Sachsen, † 4. August 1113, Tochter von Bernhard II., Herzog von Sachsen (Billunger), Witwe von Graf Florens I. von Holland (Gerulfinger)
    1. Robert II., † 5. November 1111, 1086 Mitgraf, 1093 Graf von Flandern; ⚭ vor 1092 Clémence von Burgund, † wohl 1133, Tochter von Wilhelm I., Graf von Burgund (Haus Burgund-Ivrea), heiratete in zweiter Ehe um 1125 Gottfried I., Herzog von Brabant (Reginare)
      1. Balduin VII., * 1093, † 17. Juni 1119 in Roeselare, 1111 Graf von Flandern; ⚭ 1110, geschieden, Havide von Bretagne, Tochter von Alain IV., Herzog von Bretagne (Haus Cornouaille)
      2. Wilhelm, * 1094, † 1109
      3. Sohn, * 1095, † klein

    2. Philipp, genannt van Loo, † 1127
      1. (unehelich) Wilhelm von Ypern, * um 1104, † 24. Januar 1162 oder 1164, Prätendent

    3. Adela, † April 1115; ⚭ I nach 1080 Knut IV. der Heilige König von Dänemark, † 10. Juli 1086 (Haus Estridsson); ⚭ II 1090 Roger Borsa, Herzog von Apulien, † 1111 (Hauteville)
      1. (I) Karl der Gute, * wohl 1084, † 2. März 1127, 1119 Graf von Flandern; ⚭ um 1119 Marguerite de Clermont, Tochter von Renaud II., Graf von Clermont-en-Beauvaisis, und Adele von Vermandois, sie heiratete in zweiter Ehe Hugo II. Graf von Saint-Pol, † 1130/31 (Haus Candavene, und in dritter Ehe Baudouin d’Encre

    4. Gertrud, † 1115/26; ⚭ I Heinrich III., Graf von Löwen, † 5. Februar 1095; ⚭ II Dietrich II., Herzog von Lothringen – die Eltern der Grafen von Flandern aus dem Haus Châtenois
    5. Otgiva, Äbtissin von Messines 1101/27
    6. Balduin, † vor 1080

### Die Kaiser von Konstantinopel
1. Balduin IV., * wohl 1110, † 6. Oktober oder 8. November 1171, 1120 Graf von Hennegau; ⚭ um 1130 Alice von Namur, † Ende Juli 1169, Tochter von Graf Gottfried – Vorfahren siehe oben
  1. Jolande, * 1131, † nach April 1202; ⚭ I 1151/52 Ives II. de Nesle, 1141 Graf von Soissons (Haus Nesle), † August 1178; ⚭ II um 1179 Hugo IV. Graf von Saint-Pol, † 1205 (Haus Candavene)
  2. Balduin, * wohl 1134, † 1147/50
  3. Laurette, † 9. August 1181; ⚭ I Dietrich von Aalst, † 20. April 1166; ⚭ II 1173 Bouchard IV. de Montmorency, † 1189 (Stammliste der Montmorency)
  4. Agnes, * wohl 1140/45, † 1168/73; ⚭ vor 1164 Raoul I. de Coucy, X 1191 vor Akkon (Haus Coucy)
  5. Gottfried, * 1147, † 7. April 1163, Graf von Ostervant; vermutlich verheiratet mit Eleonore, 1183 Gräfin von Vermandois, Valois etc. * 1152, † nach 1221, Tochter von Graf Raoul I. le Vaillant (Haus Frankreich-Vermandois), sie heiratete: ⚭ vor 1167 Wilhelm IV., 1161 Graf von Nevers, † 25. Oktober 1168 in Palästina (Haus Monceaux); ⚭ um 1170 Matthäus von Elsass, 1160 Graf von Boulogne, X 25. Juli 1173 in der Normandie; ⚭ um 1175 Matthieu III. Graf von Beaumont-sur-Oise, † 27. November 1208/09; ⚭ um 1210 Etienne II. de Blois, Herr von Châtillon-sur-Loing, † 1252
  6. Balduin V. (VIII.), * 1150, † 17. Dezember 1195 in Mons, 1171 Graf von Hennegau, Juli 1190 Markgraf von Namur, 1191 Graf von Flandern; ⚭ April 1169 Margarete von Lothringen, † 15. November 1194, 1191/94 Gräfin von Flandern, Tochter von Dietrich von Elsass, Graf von Flandern (Haus Châtenois), Witwe von Rudolf II. der Aussätzige, Graf von Vermandois (Haus Frankreich-Vermandois)
    1. Isabella, * 1170, † 1190, 1180 Gräfin von Artois; ⚭ 28. April 1180 Philipp II., 1180 König von Frankreich (Kapetinger)
    2. Balduin VI. (IX.), * Juli 1171, † 11. Juni 1205, 1194 Graf von Flandern, 1195 Graf von Hennegau, 1204 Kaiser von Konstantinopel; ⚭ 6. Januar 1186 Marie de Champagne, * wohl 1174, † 9. August 1204, Tochter von Graf Heinrich I. von Champagne (Haus Blois)
      1. Johanna, * 1200, † 5. Dezember 1244 in Marquette, 1205 Gräfin von Hennegau und Flandern; ⚭ I 1. Januar 1212 Ferdinand von Portugal, † 4. März (oder 26. Juli) 1233; ⚭ II 2. April 1237 Thomas II., Graf von Savoyen, 1239/44 Graf von Hennegau und Flandern, † 1. Februar 1259
      2. Margarete II., * 1202, † 10. Februar 1280, 1244 Gräfin von Hennegau und Flandern; ⚭ I vor 23. Juli 1212, geschieden wohl 1221, Burkhard von Avesnes, Bailli von Hennegau, † 1244 (Haus Avesnes); ⚭ II 18. August/15. November 1223 Wilhelm II. von Dampierre, † 3. September 1231 (Haus Dampierre)

    3. Philipp I., * 1175/76, † 8./9. Oktober 1212, 1196 Markgraf von Namur, 1200/12 Regent von Flandern; ⚭ 1210 Maria von Frankreich, * 1198, † 15. August 1224, Tochter von König Philipp II. (Kapetinger), sie heiratete in zweiter Ehe am 8./22. April 1213 Heinrich I., Herzog von Brabant
    4. Jolande, * wohl 1175, † August 1219; ⚭ 1. Juli 1194 Peter II. von Courtenay, Graf von Nevers, Auxerre und Tonnerre, 1216 Kaiser von Konstantinopel, † nach Juni 1219
    5. Heinrich, * wohl 1176, † 11. Juli 1216, 1206 Kaiser von Konstantinopel; ⚭ I 4. Februar 1207 Agnes von Montferrat, † 1208, Tochter von Markgraf Bonifatius I. (Aleramiden); ⚭ II 1209 Maria von Bulgarien, Tochter von Zar Kalojan.
    6. Sibylle, † 9. Januar 1217; ⚭ nach 1195 Guichard IV. de Beaujeu (Haus Beaujeu)
    7. Eustach, † nach 1217, 1206/09 Heerführer, 1209/16 Regent des Königreichs Thessaloniki; ⚭ nach Juni/Juli 1209 NN, Tochter von Michael I. Komnenos Dukas aus der Familie Angelos, Despot von Epirus
    8. (unehelich, Mutter unbekannt) Gottfried, 1196 Propst der Liebfrauenkirche in Brügge, Domherr in Cambrai, auch Propst in Mechelen, 1198 Archidiakon in Cambrai, 1202 Propst von Saint-Amé in Douai

  7. Heinrich, † nach 1207, Seigneur de Sebourg; ⚭ I Johanna von Peteghem, Tochter von Johann I., Herr von Peteghem und Cysoing; ⚭ II Anastasia, 1205 bezeugt
    1. (I) Balduin, † klein
    2. (I) Philipp, Seigneur de Sebourg; ⚭ NN, Tochter von Alard d'Estrépy[2]
      1. Balduin
      2. Philipp
      3. Johanna, Nonne in Le Quesnoy
      4. Alix; ⚭ Gautier de Bousies
      5. Isabelle, Erbin von Sebourg, Fontaine-l'Evêque etc., 1274 bezeugt; ⚭ I Baudouin de Cuincy (Haus Hénin); ⚭ II Arnold V. von Oudenaarde, 1271/1310 bezeugt

    3. (II) Sibylle, 1205 Kanonikerin in Ghislenghien
    4. (II) Jolande, 1205 Kanonikerin in Ghislenghien

  8. Wilhelm, 1192/1213 bezeugt, 1204 Regent von Hennegau